# Tecniche della fisiopatologia cardiocircolatoria e perfusione cardiovascolare

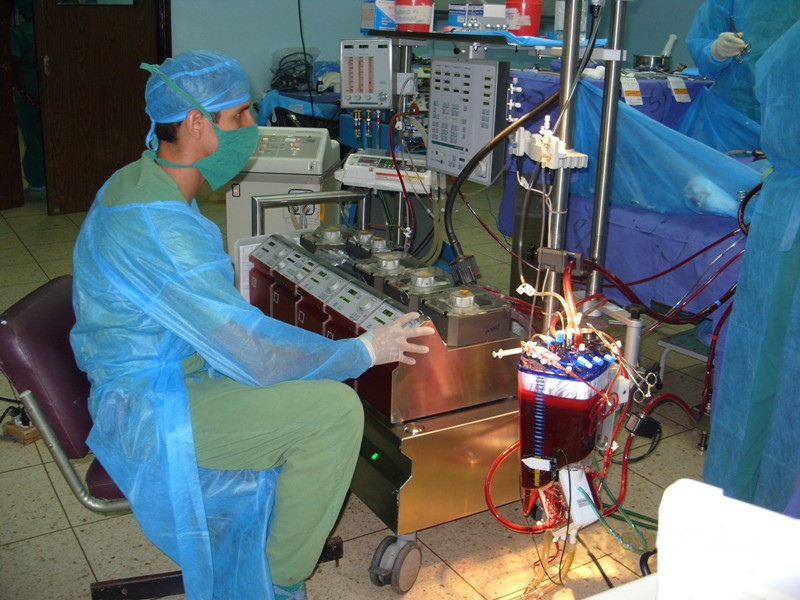
TFCPC e heart-lung machine

Le Tecniche di Fisiopatologia cardiocircolatoria e Perfusione cardiovascolare rappresentano l'insieme di conoscenze, il sapere scientifico e l'expertise clinica del Tecnico di Fisiopatologia cardiocircolatoria e Perfusione Cardiovascolare (TFCPC). Il TFCPC è una figura professionale sanitaria, clinico-diagnostica, altamente specializzata.

## Il TFCPC
Il Tecnico di Fisiopatologia cardiocircolatoria e Perfusione cardiovascolare è un professionista tecnico poliedrico. I campi d'applicazione del sapere scientifico, clinico e tecnico del TFCPC sono riconosciuti sulla base del corpus cognitivo proprio di categoria e sulla base del piano di studi Universitario.
In Italia la figura tecnica formata per la collaborazione con il mondo cardiologico e cardiochirurgico si è sviluppata ed evoluta per alcuni decenni secondo due filoni paralleli, contigui ma inizialmente distinti:
- il tecnico di perfusione cardiovascolare in cardiochirurgia;
- il tecnico di fisiopatologia cardiocircolatoria dedito alla cardiologia clinica, alla emodinamica ed elettrofisiologica diagnostica ed interventistica.

Il core competence del TFCPC è molto ampio e sviluppato.

### Il Tecnico di Perfusione Cardiovascolare

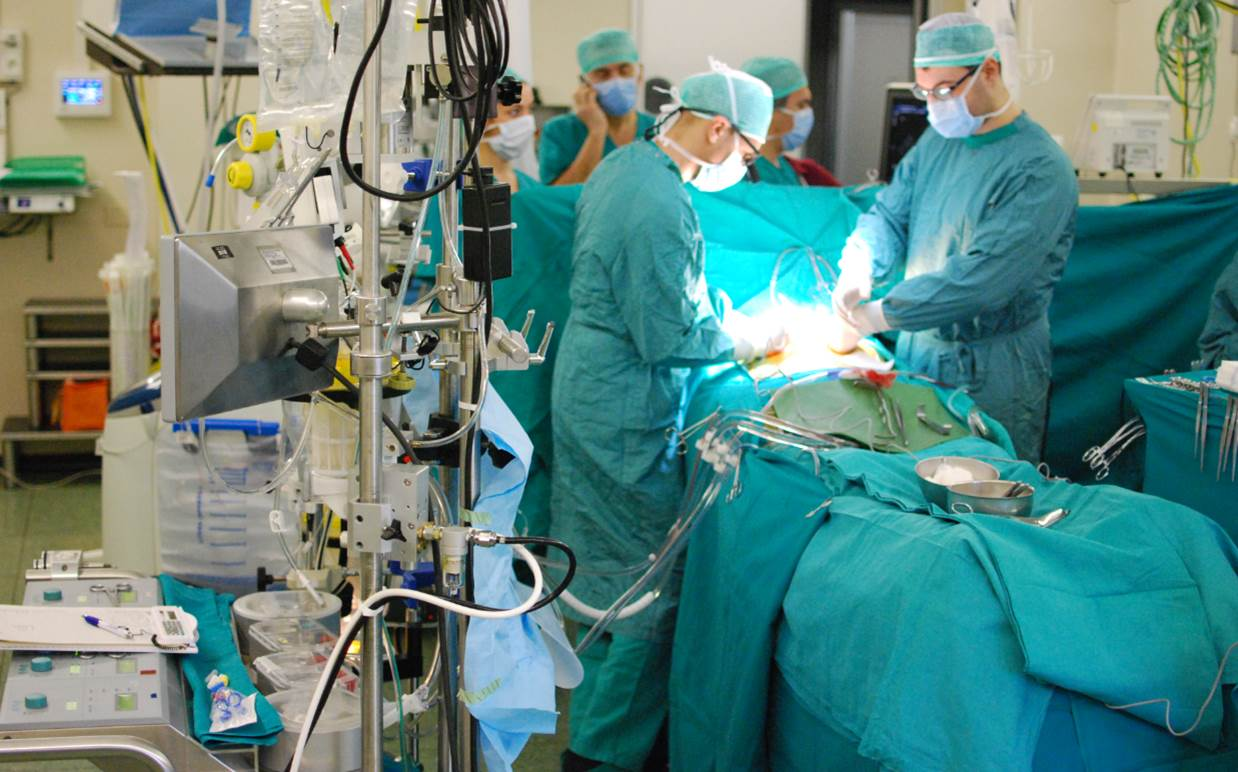
TFCPC e macchina cuore-polmoni

Il Tecnico di Perfusione cardiovascolare è un TFCPC che esplica il suo ruolo in Cardiochirurgia.
Fulcro di questa applicazione è il management autonomo di tutte le metodiche di Circolazione Extracorporea. Il TFCPC è un componente essenziale dell'équipe medico-chirurgica, attraverso la corretta applicazione di protocolli garantisce l'efficacia delle tecniche di circolazione extracorporea, che constano dell'uso della "heart-lung machine". La macchina cuore-polmoni permette di fornire al paziente l'ossigenazione del sangue e la perfusione sistemica in situazioni di arresto cardiaco indotto, necessario per l'attuazione di molte pratiche cardiochirurgiche.
Inoltre il TFCPC garantisce la protezione del miocardio dal danno ischemico-indotto (di vitale importanza per l'outcome del paziente sottoposto a chirurgia cardiaca) e la perfusione cerebrale, per preservare il paziente da danni neurologici permanenti negli interventi che interessano i vasi cerebrali.
Il TFCPC è specializzato inoltre nelle metodiche di plasmaferesi e di recupero sangue intra e post operatorio.
La competenza e l'expertise del TFCPC sono fondamentali nell'elaborazione di protocolli, check list e procedure operative.

### Il Tecnico di Fisiopatologia Cardiocircolatoria
Il tecnico di fisiopatologia cardiocircolatoria è una figura tecnica sanitaria altamente specializzata che vede la sua collocazione nella diagnostica cardiologica clinica (laboratorio di ecografia cardiaca e vascolare), nella cardiologia interventistica, in elettrofisiologia ed elettrostimolazione cardiaca, in rianimazione, nelle dialisi e in altri ambiti.

#### In Cardiologia Diagnostica-Strumentale Ambulatoriale
Le funzioni del TFCPC in cardiologia diagnostica-strumentale ambulatoriale:

ECG - elettrocardiogramma

- Gestire le apparecchiature dell’elettrocardiografia, dell’elettrocardiografia da sforzo, dell’elettrocardiografia dinamica (Holter) e dei sistemi di memorizzazione degli eventi di braditachiaritmie (event recorder e loop recorder esterni);
- Effettuare i test per la valutazione della funzionalità cardio-respiratoria (Spirometria);
- Gestire i sistemi computerizzati per la trasmissione e gestione in rete degli esami cardiologici (Home monitoring da remoto);
- Gestire il monitoraggio ambulatoriale della pressione arteriosa (Holter pressorio/ABPM), applicazione ed analisi dei dati.

Laboratorio Digitale di Ecografia Cardiaca e Vascolare
Le funzioni del TFCPC nel laboratorio di Ecografia digitale in qualità di Sonographer:
- Gestire l’esecuzione tecnica degli esami ecocolordoppler vascolari (TSA, arterioso e venoso arti superiori e inferiori)  completo di valutazione quantitative ed eco-flussimetriche;
- Gestire l’esecuzione tecnica dell’esame ecocardiografico TT 2D/3D completo di valutazione qualitative, semi-quantitative, quantitative ed eco-flussimetriche del sistema cardiaco;
- Assistere da 2° operatore il personale medico durante l'esame ecocardiografico transesofageo nelle fasi valutative pre, intra, post procedure interventistiche e/o operatorie;
- Gestire l'esecuzione dell'ecocontrastografia miocardica TT completa di valutazione quantitative ed eco-flussimetriche sotto supervisione del personale medico o assistere da 2° operatore il Cardiologo sulla medesima procedura transesofagea;
- Gestire l'esecuzione dell'ecocardiogramma TT da stress (ecostress) fisico o farmacologico sotto supervisione ed in collaborazione del personale medico.

#### In Cardiologia Interventistica e Strutturale
Le funzioni del TFCPC in cardiologia interventistica:
- Monitorizzare i parametri vitali del paziente;
- Valutare le ossimetrie ed emogasanalisi durante i cateterismi;
- Misurare la portata cardiaca, le pressioni endocavitarie con metodo di termodiluizione e/o Fick;
- Gestire i sistemi di assistenza e supporto cardiocircolatorio o/e cardiorespiratorio;
- Gestire sistemi di supporto all’apparato cardiocircolatorio durante procedure invasive a rischio;
- Gestire il calcolo della riserva di flusso frazionale (Fractional flow reserve o FFR) per ottenere la stima quantitativa del grado di restringimento del vaso;
- Coaudivare il personale medico durante le procedure di ecocardiografica intracardiaca nelle fasi valutative pre, intra, post procedure interventistiche :
- IVUS (Intravascular ultrasound) per la tecnica sonografica endoluminare;
- Gestire l'OCT (Optical Coherence Tomography) che permette di visualizzare le strutture che compongono la parete dell’arteria, o la placca aterosclerotica, con una precisione unica tra le attuali tecniche cosiddette di “imaging”;
- Gestire le apparecchiature laser per disostruzioni stenosi coronariche e periferiche;
- Preparazione del tavolo sterile per procedura strutturale TAVI (Transcatether Aortic Valve Implantation) compresa di lavaggio, montaggio e crimpaggio della valvola.

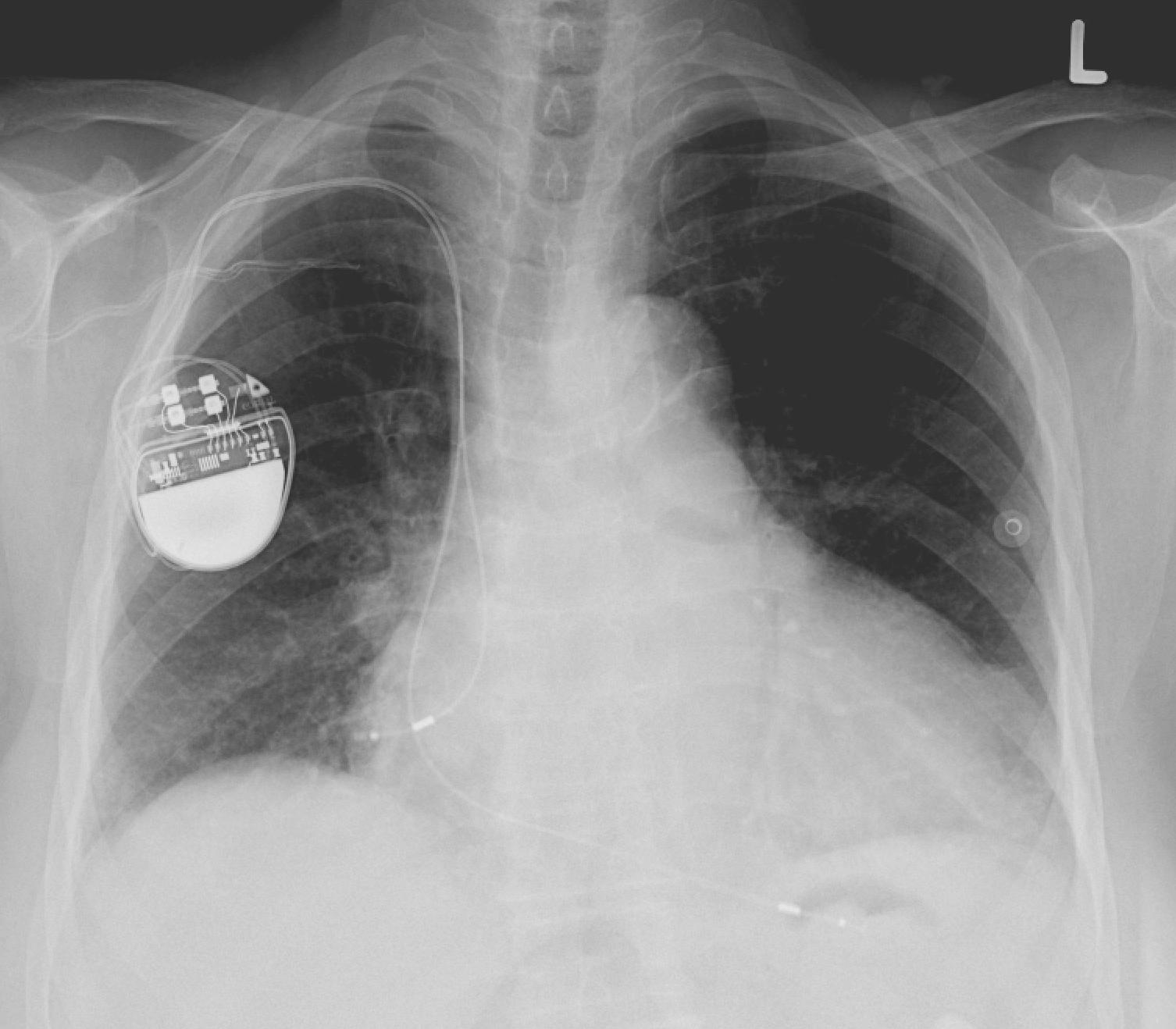
X-ray of PM in situ

#### In Elettrofisiologia ed Elettrostimolazione Cardiaca
Le funzioni del TFCPC in elettrofisiologia ed elettrostimolazione cardiaca:
- Gestire le apparecchiature per l’esecuzione degli studi elettrofisiologico endocavitario ed endoesofageo;
- Gestire le apparecchiature per l’esecuzione di interventi di ablazione transcatetere con metodo di radiofrequenza o di crioablazione;
- Gestire i sistemi di mappaggio elettro-anatomico per effettuare studi e/o interventi di ablazione di aritmie sopraventricolari e ventricolari;
- Gestire l’ecocardiografo per assistenza ecocardiografica intracardiaca durante interventi di ablazione;
- Eseguire il controllo strumentale del paziente portatore di dispositivo di Pacemaker (PM) e defibrillatore automatico impiantabile (ICD);
- Gestire il monitoraggio remoto/distanza (Home monitoring) dei pazienti con scompenso cardiaco cronico portatori di device PM o ICD, dalla trasmissione dei dati fino alla valutazione clinica degli eventi.
- Gestire le apparecchiature della sala operatoria necessarie per impianto PMD e impianto ICD per il trattamento delle bradi-tachicardie e per il trattamento dello scompenso cardiaco.

#### In Rianimazione

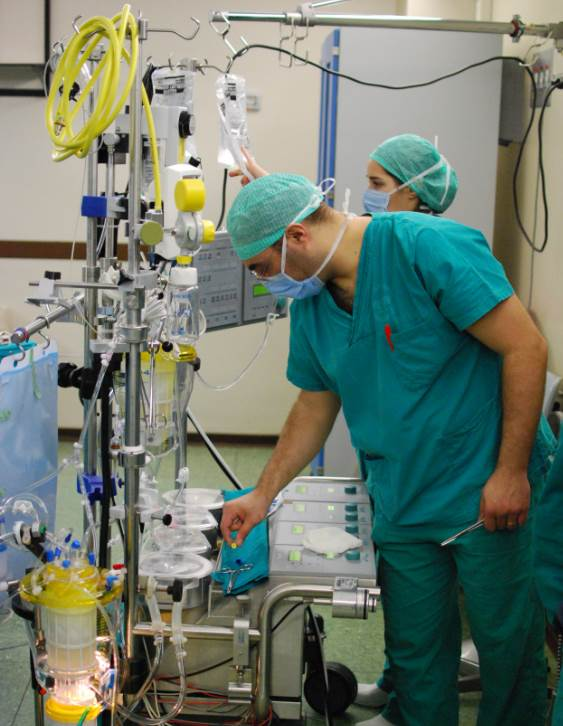
TFCPC al lavoro

Le funzioni del TFCPC nel centro di rianimazione:
- Gestire l’assistenza cardiocircolatoria e polmonare, I.A.B.P., E.C.M.O., V.A.D., cuore artificiale;
- Gestire le metodiche di emofiltrazione, ultrafiltrazione e emodialisi.

#### In ambito trapiantologico
Le funzioni del TFCPC nel centro trapianti:
- Applicare protocolli per la preservazione di organo e gestione del trasporto.

#### In Ambito Oncologico
Le funzioni del TFCPC in oncologia:
- Utilizzare le metodiche extracorporee normotermiche e ipertermiche per terapia antiblastica, pelvica, peritoneale, toracica, arti e fegato

#### In altri ambiti: Chirurgia Generale, Ortopedia ecc.
Le funzioni del TFCPC in altri ambiti:
- Applicare le tecniche di dialisi extracorporea;
- Gestire il recupero del sangue intra e post operatorio;
- Gestisce le metodiche intraoperatorie di plasmaferesi intraoperatoria, preparazione di gel piastrinico e colla di fibrina.

#### In Ambito Territoriale
Le funzioni del TFCPC sul territorio:
- Eseguire procedure di diagnostica strumentale in ambulatorio e/o con ausilio della telemedicina;
- Assistere domiciliarmente portatori di VAD.

#### In Ambito Organizzativo-Dirigenziale
Le funzioni del TFCPC nell’ambito organizzativo-dirigenziale:
- Gestire il materiale e le risorse umane;
- Gestire le risorse economiche assegnate sulla base degli obiettivi condivisi;
- Valutare le risorse umane;
- Organizzare l’attività in base alle risorse umane disponibili;
- Gestire autonomamente le proprie attività e i propri comportamenti organizzativi,
- Definire gli obiettivi generali del proprio servizio;
- Partecipare all'elaborazione di linee guida da applicare alle procedure messe in atto nel rispetto dei principi di qualità-sicurezza (clinical-risk management);
- Partecipare allo sviluppo di progetti di ricerca scientifica finalizzata alle patologie di interesse;
- Gestire l’ambito dell’apprendimento attraverso la docenza e il tutorato;
- Elaborare progetti formativi e gestire eventi formativi.

## La nascita del TFCPC, analisi storica
Il TFCPC è una figura complessa, in continua evoluzione, nata dalla fusione delle due obsolete figure professionali del perfusionista e dell'antica idea del tecnico di cardiologia (origine anglosassone).
La figura professionale del TFCPC in Italia, si è sviluppata negli anni settanta sulla scia del continuo e veloce progresso tecnologico e scientifico delle tecniche Cardio-Toraco-Vascolari. Oggi il TFCPC, pur impegnandosi nella formazione continua e nella ricerca, si trova a lottare con altre professioni sanitarie per tutelare la natura e l’ampiezza del corpus di conoscenze scientifiche e tecniche proprie della sua peculiare formazione e professionalità.
In Italia la figura tecnica formata per la collaborazione con il mondo cardiologico e cardiochirurgico si è sviluppata ed evoluta per alcuni decenni secondo due filoni paralleli, contigui ma inizialmente distinti:
- il tecnico di perfusione cardiovascolare in cardiochirurgia;
- il tecnico di fisiopatologia cardiocircolatoria dedito alla cardiologia clinica, emodinamica/elettrofisiologica diagnostica ed interventistica.

La figura professionale del TFCP
Sorsero pertanto scuole di formazione universitaria a numero chiuso per il primo tipo di “tecnico di cardiologia” (Scuola Diretta ai Fini Speciali della durata di due anni).
Nel 1977 la durata del corso passò da due a tre anni e solo con la riforma universitaria si raggiunse la laurea breve con la fusione dei due ruoli, in un'unica professione sanitaria: il "Tecnico di fisiopatologia cardiocircolatoria e perfusione cardiovascolare (TFCPC).
Dal 1973 ad oggi, il TFCPC non è rimasto indifferente rispetto al percorso di professionalizzazione diventando professione sanitaria. L’importanza del suo ruolo all’interno del sistema salute è scandito dalle seguenti tappe:
- Il Corpus di Conoscenze scientifiche e tecniche (Cardio-Toraco-Vascolari);
- Il profilo professionale del 27 luglio 1998, n.316;
- La costituzione dell’Associazione Professionale – ANPeC (1978);
- L’istituzione del Corso di Laurea triennale (2000) in continua evoluzione.

Il percorso storico professionale ha determinato lo sviluppo di un corpus di conoscenze scientifiche e tecniche che vedono la loro individuazione soprattutto nell’area Cardiologica (fisiopatologia cardiocircolatoria) e Cardiochirurgica (perfusione cardiovascolare), determinando le basi delle competenze specifiche del TFCPC.
L’esigenza di creare questa figura nasce dal fatto che solo una formazione così specifica può fornire un supporto valido in campo cardiologico che non si sovrapponga a nessun'altra figura, proprio perché nata dall'esigenza della conduzione della tecnologia di supporto cardiologico e cardiochirurgico.